# Соколов, Игорь (легкоатлет)
Игорь Соколов (латыш. Igors Sokolovs; род. 17 августа 1974, Рига) — латвийский легкоатлет, специалист по метанию молота. Выступал за сборную Латвии по лёгкой атлетике в 2000-х и 2010-х годах, многократный победитель и призёр первенств национального значения, действующий рекордсмен страны, участник двух летних Олимпийских игр.

## Биография
Игорь Соколов родился 17 августа 1974 года в Риге.
Окончил Рижский строительный колледж, проходил подготовку под руководством тренера Яниса Колидзейса.

## Спортивная карьера
Впервые заявил о себе в лёгкой атлетике на международном уровне в сезоне 2007 года, когда вошёл в состав латвийской национальной сборной и выступил на чемпионате мира в Осаке, где в зачёте метания молота показал результат 73,92 метра и в финал не вышел.
В 2008 году одержал победу на чемпионате Латвии в Валмиере (75,62). Благодаря этой победе удостоился права защищать честь страны на летних Олимпийских играх в Пекине — метнул молот на 73,72 метра, чего оказалось недостаточно для преодоления предварительного квалификационного этапа.
В мае 2009 года на соревнованиях в Риге установил ныне действующий национальный рекорд Латвии в метании молота — 80,14 метра (четвёртый результат в мировом рейтинге этого года). Также в этом сезоне выступил на чемпионате мира в Берлине (73,97), с результатом в 79,32 метра выиграл серебряную медаль на Всемирном легкоатлетическом финале в Салониках — уступил здесь только титулованному словенцу Приможу Козмусу.
В 2010 году победил на чемпионате Латвии в Екабпилсе (77,21), выступил на чемпионате Европы в Барселоне (73,29).
В 2011 году метал молот на чемпионате мира в Тэгу (72,95).
В 2012 году отметился выступлением на чемпионате Европы в Хельсинки (70,80). Выполнив олимпийский квалификационный норматив, благополучно прошёл отбор на Олимпийские игры в Лондоне — на сей раз в метании молота показал результат 72,76 метра, вновь остановился на предварительном квалификационном этапе.
После лондонской Олимпиады Соколов остался действующим спортсменом и продолжил принимать участие в крупнейших международных стартах. Так, в 2013 году он метал молот на чемпионате мира в Москве (72,78).
В 2020 году с результатом 60,81 метра победил на чемпионате Латвии в Елгаве.